# Elnur Sultanov
 (mars 2025).
Pour les articles homonymes, voir Sultanov.
Elnur Sultanov (en azéri: Elnur İxtiyar oğlu Sultanov; né le 26 avril 1978 à Bakou) est un diplomate azerbaïdjanais.

## Activité diplomatique
Elnur Sultanov reçoit le rang diplomatique d'ambassadeur extraordinaire et plénipotentiaire le 10 février 2012, et il est nommé ambassadeur extraordinaire et plénipotentiaire de la République d'Azerbaïdjan auprès de la République fédérative du Brésil par un autre décret signé le même jour par le président de la République d'Azerbaïdjan.
Par décret du Président de la République d'Azerbaïdjan en date du 23 mai 2014, Elnur Sultanov est nommé Ambassadeur extraordinaire et plénipotentiaire de la République d'Azerbaïdjan auprès de 3 autres pays - la République d'Équateur, la République coopérative de Guyane et la République du Suriname, et par décret du Président de la République d'Azerbaïdjan en date du 23 février 2015, il est nommé Ambassadeur extraordinaire et plénipotentiaire de la République d'Azerbaïdjan auprès de la République de Trinité-et-Tobago, avec sa résidence au Brésil.
Depuis e 26 juillet 2021 E. Sultanov  est au poste de l’Ambassadeur de la République d'Azerbaïdjan auprès de la République de Lettonie.

## Référence
1. ↑   "E. İ. Sultanova fövqəladə və səlahiyyətli səfir diplomatik rütbəsi verilməsi haqqında" Arxivləşdirilib 2023-07-08 at the Wayback Machine Azərbaycan Respublikası Prezidentinin 10 fevral 2012-ci il tarixli, 2042 nömrəli Sərəncamı. e-qanun.az
2. ↑  "E. İ. Sultanovun Azərbaycan Respublikasının Braziliya Federativ Respublikasında fövqəladə və səlahiyyətli səfiri təyin edilməsi haqqında" Arxivləşdirilib
3. ↑  (en) « ELNUR SULTANOV », sur riga.mfa.gov.az (consulté le 12 mars 2025)